# Casa Cavé

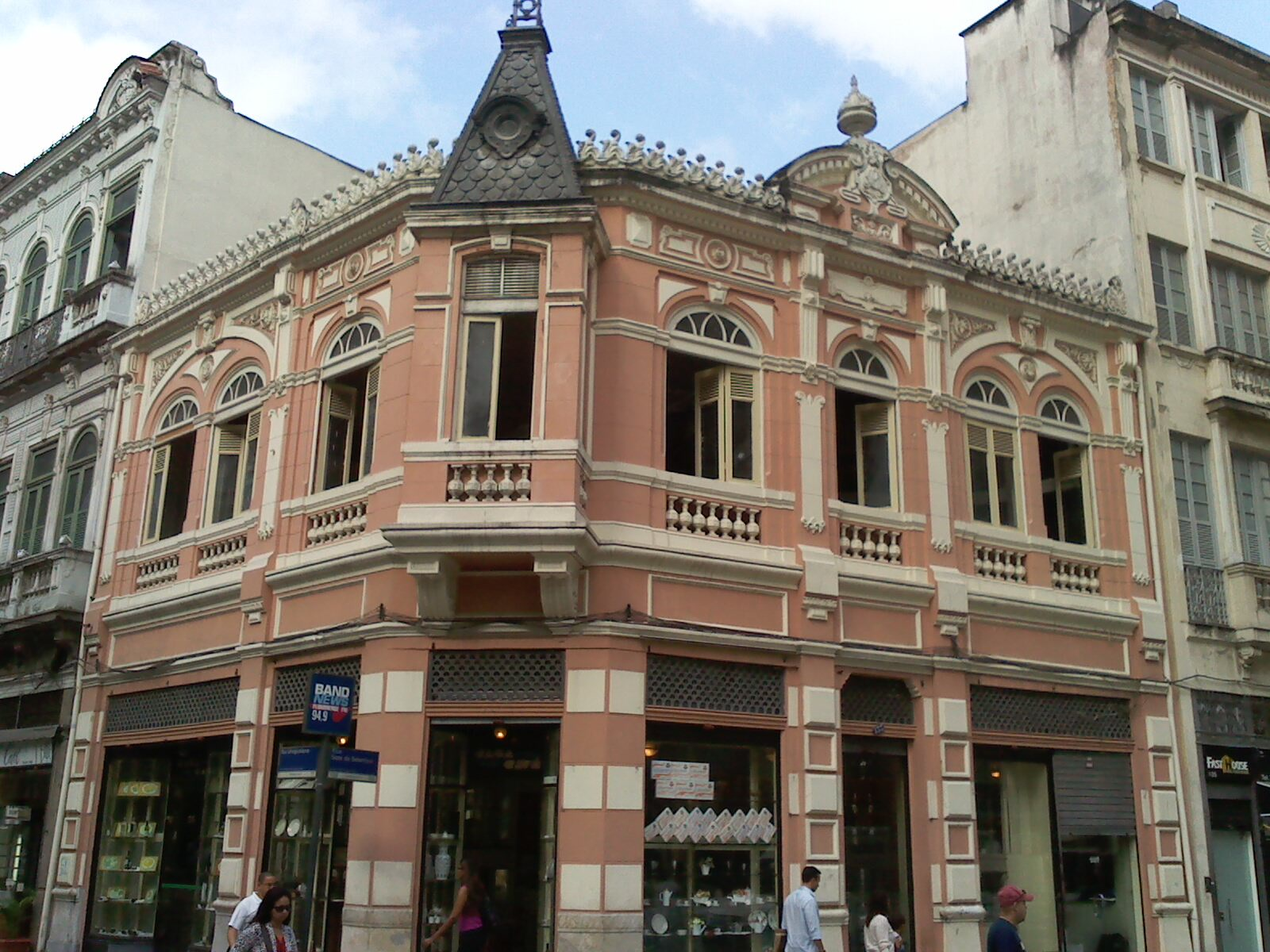
Fachada da Casa Cavé na esquina da rua Uruguaiana com a rua Sete de Setembro, no Centro do Rio de Janeiro

A Casa Cavé, ou simplesmente Cavé (nome de fantasia da Confeitaria Cavé Ltda.), é uma confeitaria localizada nos números 133 e 137 da rua Sete de Setembro, no Centro da cidade do Rio de Janeiro, no Brasil. É uma das mais tradicionais confeitarias da cidade.

## História
Fundada por Auguste Charles Felix Cavé, um imigrante francês, em 5 de março de 1860, é a confeitaria mais antiga da cidade, mantendo, ainda em nossos dias, aspectos do Rio antigo. O fundador ficou à frente do negócio até 1922.
O antigo edifício da confeitaria na rua Sete de Setembro 133, esquina com a rua Uruguaiana, no Centro da cidade, destaca-se pela sua arquitetura, onde podem ser apreciados:
- lustres, vitrais e vidros franceses;
- cadeiras, mesas de madeira e pintura a guache sobre placas de vidro projetadas por Francisco Puig Domenech Colom,[1] um imigrante espanhol radicado no Brasil;
- luminárias brasileiras.

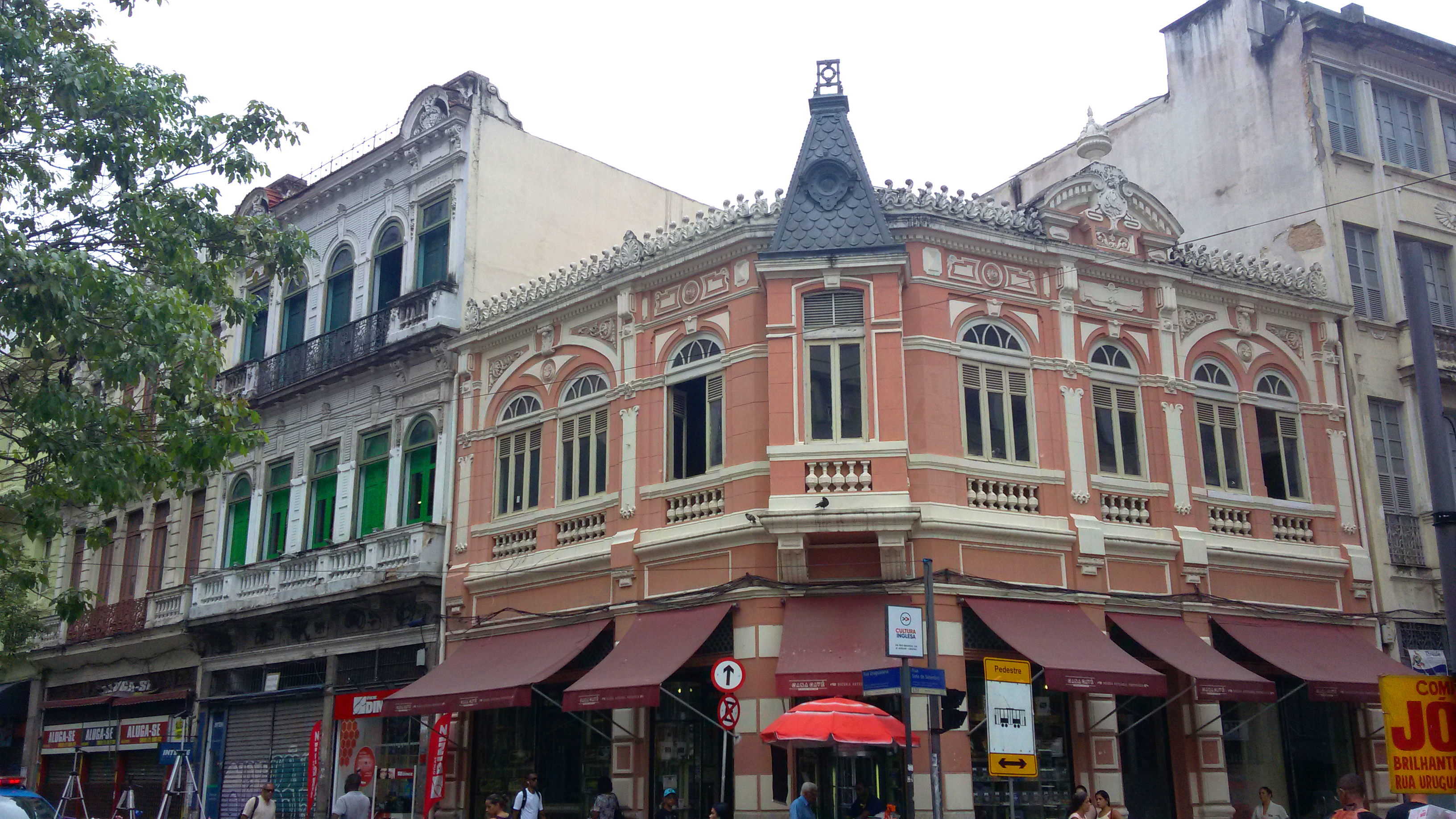
Fachada da Casa Cavé na esquina da rua Uruguaiana com a rua Sete de Setembro, no Centro do Rio de Janeiro

O público carioca era, então, seduzido pelas taças de sorvete enfeitadas com formas tão variadas como galinhas, pirâmides ou cestas de pêssegos, novidades muito apreciadas num clima tropical. Esse bastião de cultura europeia numa cidade que se modernizava na passagem do século XIX para o século XX (a belle époque carioca) converteu a confeitaria em espaço elegante, frequentado pela sociedade carioca.
Com a aproximação do centenário de fundação da casa, a questão da conservação do seu património arquitetónico tornou-se um problema para os atuais proprietários, em particular quando, na década de 1980, a prefeitura instituiu o projeto do "corredor cultural", visando à proteção e ao tombamento de dezenas de imóveis históricos no Centro da cidade. Com isso, não foi possível a ampliação da cozinha da casa, necessária porém proibida devido ao tombamento do prédio.
Por essa razão, a empresa viu-se forçada em 2000 a fechar temporariamente as suas portas no tradicional endereço no número 133 da rua Sete de Setembro, reabrindo em imóveis próximos (no número 137 da rua Sete de Setembro e, em 2007, na rua Uruguaiana). Entre 2007 e 2014, o prédio histórico no número 133 da rua Sete de Setembro foi ocupado temporariamente por outra tradicional confeitaria da cidade, a Manon. Em 2015, a Casa Cavé voltou a ocupar seu tradicional endereço no número 133 da rua Sete de Setembro. Atualmente, encontra-se aberta em seus dois endereços na rua Sete de Setembro, permitindo, ao público em geral e aos amantes da doçaria fina portuguesa em especial, usufruir deste tradicional espaço de encontro para tomar chá ou café, fazer refeições ligeiras, e vivenciar um momento da vida elegante do Rio antigo.